# Ротлебен
Ротлебен (нем. Rottleben) — община в Германии, районный центр, расположен в земле Тюрингия. 
Входит в состав района Кифхойзер. Подчиняется управлению Киффхойзер.  Население составляет 633 человека (на 31 декабря 2010 года). Занимает площадь 9,15 км².